# (210030) Taoyuan
(210030) Taoyuan est un astéroïde de la ceinture principale.

## Description
(210030) Taoyuan est un astéroïde de la ceinture principale. Il fut découvert le 24 juin 2006 à l'Observatoire de Lulin par Ting Chang Yang et Ye Quan-Zhi. Il présente une orbite caractérisée par un demi-grand axe de 2,26 UA, une excentricité de 0,08 et une inclinaison de 7,3° par rapport à l'écliptique.

## Compléments